# ピラミッドひろみっど
『ピラミッドひろみっど』は、日本のアイドル歌手・郷ひろみが1977年12月21日にCBS・ソニーから発売した9枚目のオリジナルアルバムである。

## 内容
前作『GO 1977-1972』から約1ヶ月ぶり、オリジナルアルバムとしては『アイドルNO.1』から約3ヶ月ぶりの作品。
楽曲制作に山口百恵のメインソングライターであった阿木燿子と宇崎竜童、南沙織の「街角のラブソング」を手掛けたつのだ☆ひろ、キャンディーズの「わな」を手掛けた島武実といった、1970年代で音楽プロデューサー・酒井政利が受け持ったアイドルたちに当てたソングライターが軒並み参加している。
1991年9月15日にはCD規格で再発された。

## 収録曲

### LP盤
| 全作曲: 宇崎竜童（特記以外）、全編曲: 萩田光雄。 |                                            |           |                       |      |
| #                                                | タイトル                                   | 作詞      | 作曲・編曲            | 時間 |
| 1.                                               | 「禁猟区」                                 | 阿木燿子  | 宇崎竜童 （特記以外） | 3:19 |
| 2.                                               | 「ときめきの午後」                         | 阿木燿子  | 宇崎竜童 （特記以外） | 4:50 |
| 3.                                               | 「A.M-P.M-P.S」                            | 島武実    | 宇崎竜童 （特記以外） | 4:04 |
| 4.                                               | 「ブラック・ジャック・サンデー」           | 阿木燿子  | 宇崎竜童 （特記以外） | 2:59 |
| 5.                                               | 「ストン・STONE」                          | 島武実    | 宇崎竜童 （特記以外） | 5:00 |
| 6.                                               | 「お化けのロック」(歌: 郷ひろみ・樹木希林) | 阿木燿子  | 宇崎竜童 （特記以外） | 3:34 |
| 合計時間:                                        | 合計時間:                                  | 合計時間: | 23:46                 |      |

| 全作曲: 宇崎竜童（特記以外）、全編曲: 萩田光雄。 |                                          |                       |                      |      |
| #                                                | タイトル                                 | 作詞                  | 作曲・編曲           | 時間 |
| 1.                                               | 「SECRET SPACE 2001」(作曲: つのだ☆ひろ) | 島武実                | 宇崎竜童（特記以外） | 3:35 |
| 2.                                               | 「帰郷」                                 | 阿木燿子              | 宇崎竜童（特記以外） | 3:55 |
| 3.                                               | 「TWO PAIR」(作曲: つのだ☆ひろ)          | 阿木燿子              | 宇崎竜童（特記以外） | 3:07 |
| 4.                                               | 「ピ・ラ・ミ・ッ・ド」                   | 阿木燿子、つのだ☆ひろ | 宇崎竜童（特記以外） | 7:33 |
| 5.                                               | 「寂しさの果てなん国へ」                 | 阿木燿子              | 宇崎竜童（特記以外） | 3:54 |
| 合計時間:                                        | 合計時間:                                | 合計時間:             | 22:04                |      |

### CD盤
| 全作曲: 宇崎竜童（特記以外）、全編曲: 萩田光雄。 |                                            |                       |                      |      |
| #                                                | タイトル                                   | 作詞                  | 作曲・編曲           | 時間 |
| 1.                                               | 「禁猟区」                                 | 阿木燿子              | 宇崎竜童（特記以外） | 3:19 |
| 2.                                               | 「ときめきの午後」                         | 阿木燿子              | 宇崎竜童（特記以外） | 4:50 |
| 3.                                               | 「A.M-P.M-P.S」                            | 島武実                | 宇崎竜童（特記以外） | 4:04 |
| 4.                                               | 「ブラック・ジャック・サンデー」           | 阿木燿子              | 宇崎竜童（特記以外） | 2:59 |
| 5.                                               | 「ストン・STONE」                          | 島武実                | 宇崎竜童（特記以外） | 5:00 |
| 6.                                               | 「お化けのロック」(歌: 郷ひろみ、樹木希林) | 阿木燿子              | 宇崎竜童（特記以外） | 3:34 |
| 7.                                               | 「SECRET SPACE 2001」(作曲: つのだ☆ひろ)   | 島武実                | 宇崎竜童（特記以外） | 3:35 |
| 8.                                               | 「帰郷」                                   | 阿木燿子              | 宇崎竜童（特記以外） | 3:55 |
| 9.                                               | 「TWO PAIR」(作曲: つのだ☆ひろ)            | 阿木燿子              | 宇崎竜童（特記以外） | 3:07 |
| 10.                                              | 「ピ・ラ・ミ・ッ・ド」                     | 阿木燿子、つのだ☆ひろ | 宇崎竜童（特記以外） | 7:33 |
| 11.                                              | 「寂しさの果てなん国へ」                   | 阿木燿子              | 宇崎竜童（特記以外） | 3:54 |
| 合計時間:                                        | 合計時間:                                  | 合計時間:             | 45:50                |      |

### 解説
「禁猟区」
24thシングルの表題曲。
「ブラック・ジャック・サンデー」
24thシングルのカップリング曲。
「お化けのロック」 / 郷ひろみ、樹木希林
両A面からなる23rdシングルの表題2曲目。
「帰郷」
両A面からなる23rdシングルの表題1曲目。
「ピ・ラ・ミ・ッ・ド」
今作の表題曲。

## タイアップ
- TBS系列水曜劇場枠ドラマ『ムー』挿入歌 (#6,8)